# Passage du Génie
Le passage du Génie est une voie située dans le 12e arrondissement de Paris, en France.

## Origine du nom
Le nom du passage fait référence au génie de la Liberté qui surmonte la colonne de la Bastille.

## Historique
Cette voie est ouverte vers 1858 et est classée dans la voirie parisienne par arrêté municipal du 2 juillet 1993.

## Bâtiments remarquables et lieux de mémoire
- No 28 : après avoir quitté le 21 avenue Kléber (16e arrondissement) en 1950, un dispensaire patronné par le gouvernement républicain espagnol en exil est installé à cette adresse jusqu'en 1986[1].